# Umzimvubu (gmina)
Umzimvubu – gmina w Republice Południowej Afryki, w Prowincji Przylądkowej Wschodniej, w dystrykcie Alfred Nzo. Siedzibą administracyjną gminy jest Mount Frere.